# Proteinkináza C

Aktivace PKC pomocí fosfolipázy C

PKC v kontextu buněčné signalizace (přibližně v levé horní straně diagramu)

Proteinkináza C (PKC) je enzym ze skupiny proteinkináz (konkrétně serin/threonin kináza), který pro svou činnost vyžaduje záporně nabité fosfolipidy a je regulován diacylglycerolem (DAG) a někdy vápenatými kationty. Aktivace PKC spouští celou řadu významných buněčných procesů, jejichž konkrétní povaha závisí na buněčném typu. Například v jaterních buňkách reguluje metabolismus glykogenu tak, že fosforylací inhibuje glykogensyntázu. Účastní se však obecně tak rozmanitých procesů, jako je buněčný růst, metabolismus, pohyb buněk či prostě změna genové exprese a tvorba druhých poslů (např. dalšího DAG díky zpětné vazbě). U obratlovců je známo asi 10 izoenzymů proteinkinázy C, všechny mívají nejen kinázovou doménu, ale i N-terminální regulační oblast.
PKC je v typickém případě aktivována tak, že nejprve dojde (díky IP3) ke vzrůstu koncentrace vápenatých iontů, což vede k tomu, že PKC se asociuje s vnitřní stranou membrány a aktivuje se. Dostává se do kontaktu s membránovým lipidem DAG, který byl vytvořen pomocí fosfolipázy C obvykle na popud nějakého receptoru spřaženého s G-proteinem (někdy však zřejmě přes PI3K kinázu).
Mezi inhibitory proteinkinázy C patří namátkou bisindolylmaleimid, 1-O-hexadecyl-2-O-methylglycerol, melitin, floretin,
polymyxin B a staurosporin.